# Колір раю
«Колір раю» (перс. رنگ خدا) — фільм-драма іранського режисера Маджида Маджиді, знятий у 1999 році. Фільм був у числі претендентів на премію «Оскар» за найкращий фільм іноземною мовою в іранському списку номінацій 1999 року. Фільм є володарем гран-прі 23-го Монреальського кінофестивалю.

## Сюжет
Сюжет фільму будується навколо сліпого хлопчика на ім'я Мохаммед (Мохсен Рамезані), якого батько (Хуссейн Махджуб) повинен забрати зі спеціальної школи, що знаходиться в Тегерані, на літні канікули. Він спізнюється, а потім намагається переконати директора школи залишити Мохаммеда у школі на все літо. Директор відмовляється, і батько вимушений забрати сина і відвезти його додому в село.
Батько соромиться сліпоти Мохаммеда. Він вдівець і хоче одружитися з місцевою дівчиною (Масуме Зінаті), в той час приховуючи, що має сліпого сина, через острах того, що сім'я дівчини сприйме це як погану прикмету.

## В ролях
| Актор           | Роль                     |
| --------------- | ------------------------ |
| Мохсен Рамезані | Мохаммед                 |
| Хуссейн Махджуб | батько Мохаммеда         |
| Камал Міркарімі | директор школи           |
| Масуме Зінаті   | Азіз                     |
| Саламе Фейзі    | бабуся Азіз              |
| Фарахназ Сафарі | старша сестра Мохаммеда  |
| Елхан Шаріфі    | молодша сестра Мохаммеда |

## Нагороди та номінації
| Міжнародний кінофестиваль в Хіхоні                          | 1999 | Гран-прі                        | Номінація |
| Міжнародний кінофестиваль в Хіхоні                          | 1999 | Спеціальна премія журі          | Перемога  |
| Міжнародний кінофестиваль в Хіхоні                          | 1999 | Спеціальна премія молодого журі | Перемога  |
| Монреальський кінофестиваль                                 | 1999 | Гран-прі                        | Перемога  |
| Монреальський кінофестиваль                                 | 1999 | Приз глядацьких симпатій        | 3-е місце |
| Премія міжнародної спілки кінокритиків Сан-Дієго            | 2000 | Найкращий фільм                 | Перемога  |
| Спілка кінокритиків Бостона                                 | 2000 | Найкращий фільм іноземною мовою | 3-е місце |
| Міжнародний кінофестиваль «Cinemanila»                      | 2000 | Найкращий актор                 | Перемога  |
| Міжнародний кінофестиваль «Cinemanila»                      | 2000 | Премія Ліно Брокка              | Перемога  |
| Міжнародний кінофестиваль в Джиффоні                        | 2000 | Спеціальна премія               | Перемога  |
| Міжнародний кінофестиваль пригодницького кіно у Валансьєнні | 2000 | Гран-прі                        | Перемога  |
| Міжнародний кінофестиваль пригодницького кіно у Валансьєнні | 2000 | Приз глядацьких симпатій        | Перемога  |
| Премія «Молодий актор»                                      | 2000 | Наймолодший виконавець          | Номінація |
| Премія Лондонського гуртка кінокритиків                     | 2001 | Найкращий фільм                 | Номінація |
| Міжнародна професійна асоціація онлайн-кіно                 | 2001 | Найкращий фільм                 | Номінація |
| Премія американської спілки незалежного кіно «Chlotrudis»   | 2001 | Найкращий фільм                 | Номінація |
| Премія спілки кінокритиків Даллас — Форт-Ворта              | 2001 | Найкращий фільм                 | 3-е місце |
| Премія міжнародної спілки кінокритиків Уругваю              | 2002 | Найкращий фільм                 | Перемога  |